# Mount Olive (Illinois)
Mount Olive város az USA Illinois államában, Macoupin megyében. Lakosainak száma 2015 fő (2020. április 1.).

## Népesség
A település népességének változása:

| 2010 | 2 099 |
| 2020 | 2 015 |

## Híres emberek
- Jess Dobernic amerikai profi baseballjátékos
- Mary Harris Jones(wd) szakszervezeti vezető, aktivista, az Union Miners temetőben nyugszik